# Revolta no Tibete em 1959
O protesto  tibetano de 1959 ou Revolta tibetana de 1959 começou no dia 10 de março de 1959, quando uma revolta anti-chinesa e anti-comunista eclodiu em Lhasa, capital do Tibete, que estava sob o domínio do Partido Comunista da China desde a invasão do Tibete em 1950. Embora o principal evento, a fuga do 14º Dalai Lama Tenzin Gyatso, ocorreu em 1959, um conflito armado entre as forças da rebelião tibetana e o exército chinês começaram em 1956 no Kham e regiões de Amdo, que foram submetidas a reformas sociais. A guerrilha mais tarde se espalhou para outras áreas do Tibete e durou até 1962. 
O Incidente Xunhua em 1958 foi considerado o precursor da revolta tibetana. O aniversário da revolta é visto por muitas pessoas e organizações de solidariedade com a causa tibetana como o Dia da Revolta Tibetana (ou Dia da Revolta Nacional Tibetana).